# Vida Arena
Vida Arena (VIDA Arena i marknadsföringssyfte) är en multiarena i Växjö som är Växjö Lakers Hockeys hemmaarena. Arenan stod färdig i månadskiftet augusti/september 2011 och invigdes den 17 september samma år. Bygget är en del av projektet Arenastaden, som även innefattar en ny fotbollsarena, innebandyhall och friidrottshall.
Namnrättigheterna till arenan köptes i september 2010 av Vida-gruppen för de kommande 14 åren, till och med 2024/2025. Växjö Lakers och Vida har nyligen kommit överens om ett nytt avtal som är skrivit på 5 år med option på ytterligare 5 år. Man bryter befintligt avtal med två år kvar och övergår efter innevarande säsong till det nya avtalet som sträcker sig till och med 2033.
Arenan var värd för den första deltävlingen i Melodifestivalen 2012 den 4 februari 2012 samt den tredje deltävlingen i Melodifestivalen 2017.

## Placering
Arenan ligger i södra delen av Värendsvallenområdet, den så kallade Arenastaden. Dess långsida är riktad söderut mot Storgatan och Handelsplats I11. Norr om arenan ligger Växjö gamla ishall och strax ovanför Tipshallen och Värendsvallen.

## Byggnaden

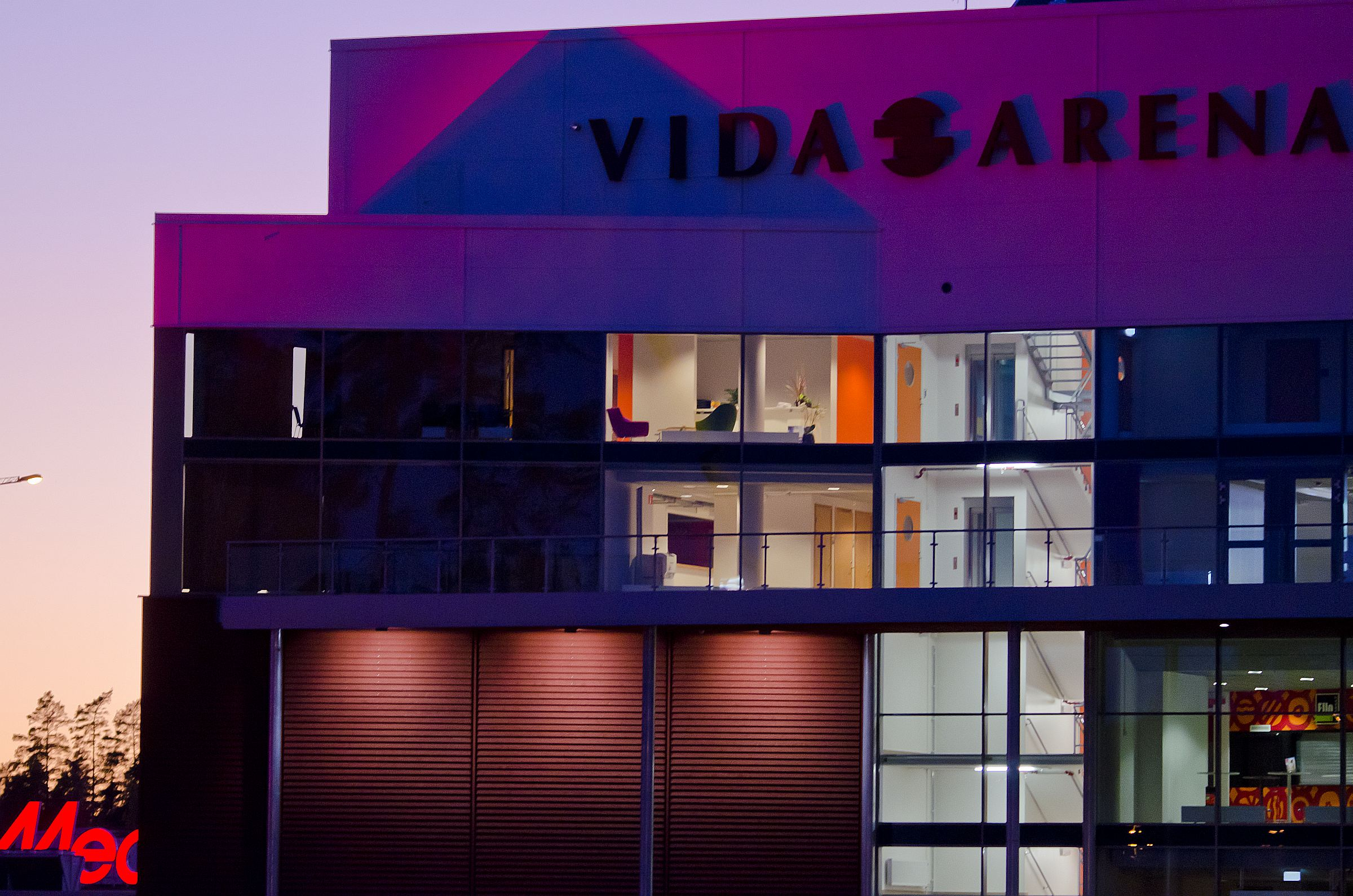
VIDA Arenas västra fasad i skymningen

Vida Arena är sammankopplad med den gamla ishallen via en nybyggd träningshall. Fasaden är täckt av en tunn perforerad plåt och belyses av lampor i olika färger.

## Snabbfakta
Fakta om Vida Arena:
- Längd: 100 meter
- Bredd: 70 meter
- Höjd: cirka 20 meter
- Plats: 5 750 besökare
- Kiosker: 7 st
- Restaurang: 250 sitt / 130 som samtidigt kan se matchen
- Sportbarer: 3 st
- Företagslounge för 400 personer
- Barer: 2 st
- Loger: 25 st för 8-12 personer
- Konferensutrymmen
- Toaletter: 96 st
- Omklädningsrum: 13 st
- Media och TV-rum
- Kansli och kontor
- Gym: 1 st
- Garage: 57 platser